# Несигуран положај
Incertae sedis је латински израз који се користи када се у биологији још не може (или се још није постигла сагласност стручне јавности о одређеном питању) са сигурношћу одредити таксономско место једног таксона (на пример, врсте) унутар систематике. 